# Shmi Skywalker
Shmi Skywalker – postać fikcyjna z uniwersum Gwiezdnych wojen, była niewolnicą z Tatooine, matką Anakina Skywalkera i zarazem babcią Leii i Luke’a, oraz prababcią Kylo Rena.

## Życiorys
Szczegóły na temat jej rodziny nie są znane. Jako dziecko została porwana przez piratów i sprzedana jako niewolnik. Służyła wielu właścicielom, między innymi Pi-Lippie, która była dla niej miła i nauczyła ją cennych umiejętności technicznych. Choć obiecała zwrócić jej wolność, Pi-Lippa zmarła, zanim spełniła swoją obietnicę. Shmi stała się własnością jednego z krewnych Pi-Lippy, aż ostatecznie, wraz ze swoim nowo narodzonym synem, trafiła na Tatooine, w ręce Hutta Gardulli. Ta po kilku latach przegrała ją w zakładzie na rzecz Watto. Shmi wraz z synem zamieszkali w dzielnicy niewolników w Mos Espa.
Shmi Skywalker była zdecydowana zapewnić lepszą przyszłość dla swego jedynego syna, niż żywot niewolnika. Wiedziała, że jej syn był szczególny. Pomimo trudnego życia Anakin był bezinteresowny, miły i utalentowany. Jego narodziny były niezwykłe – nie miał biologicznego ojca. Niektórzy spekulują, że został poczęty z woli Mocy, która stworzyła Anakina w łonie Shmi. Mogłoby to sugerować, że Anakin jest osobą, o której mowa w starożytnych proroctwach Jedi – Wybrańcem, który przyniesie równowagę Mocy.
Gdy wyzwolony w wyniku działań Qui-Gon Jinna Anakin udał się na Coruscant, by być przedstawionym Radzie Jedi i podjąć szkolenie na rycerza Jedi, Shmi pozostała na Tatooine. Jej właściciel, Watto, pozbawiony pieniędzy, które przeznaczył na hazard, był zmuszony sprzedać Shmi. Cliegg Lars, rolnik wilgoci z Tatooine, kupił ją, a następnie dał jej wolność i wziął z nią ślub. Wiedli spokojny żywot w domostwie Larsów jako rolnicy wilgoci, tworząc kochającą się rodzinę, razem z synem Cliegga, Owenem. Mimo to Shmi spoglądając w gwiazdy czuła tęsknotę za synem.
Na miesiąc przed powrotem Anakina na Tatooine Shmi opuściła bezpieczne schronienie, by zebrać grzyby rosnące na skraplaczach. W połowie drogi powrotnej została zaatakowana przez watahę Ludzi Pustyni, którzy ją porwali. Cliegg, razem z grupą rolników, wyruszył na ratunek swojej żonie, ale wpadli oni w zasadzkę Tuskenów. Po krwawej walce tylko czterech z 30 ludzi powróciło do swych domostw, a Cliegg stracił nogę i był zmuszony do zaprzestania poszukiwań. Po miesiącu Cliegg zaakceptował śmierć Shmi. Anakin, który był nękany koszmarami związanymi z jego matką, trafił do domostwa Larsów. Gdy Cliegg opowiedział mu o wszystkim, Anakin wierzył, że jego matka żyje i postanowił ją odszukać. Młody Jedi jeszcze przed zmierzchem wyruszył, by odnaleźć kryjówkę Tuskenów i uwolnić matkę.
Shmi była więziona w obozie Tuskenów, pobita i głodna. Jakimś sposobem wiedziała, że Anakin po nią przyjdzie. Zanim zmarła, otworzyła zakrwawione oczy i patrząc na swojego syna wyznała mu miłość. Wściekły Anakin zaatakował Ludzi Pustyni. W gniewie zabił wszystkich mieszkańców wioski, mężczyzn, kobiety i dzieci. Następnego dnia wrócił do rodziny Larsów z ciałem matki. Shmi miała cichy pogrzeb przy domostwie Larsów. Cliegg mówił o swojej miłości do żony, a Anakin obwiniał się, że nie zdołał jej ocalić.